# Les Danois
Les Danois est un album de bande dessinée franco-belge écrit et dessiné par Clarke et mis en couleurs par Cerise, publié aux éditions Le Lombard le 5 janvier 2018.

## Résumé
A la maternité de Copenhague, deux femmes accouchent de bébés blonds aux yeux bleus alors que l'un des couples de parents est d'origine jordanienne et que l'autre comporte un père d'origine mauritanienne. Les analyses ADN démontrent pourtant que les parents sont effectivement les géniteurs des enfants. Il ne s'agit pas d'un phénomène isolé puisque partout en Europe, des dizaines de milliers de bébés naissent sans avoir les caractéristiques génétiques de leurs parents. Un vent de panique souffle, engendrant émeutes et affrontements avec les forces de l’ordre. Les autorités décident de fermer les frontières afin de contenir ce que l'on considère, à défaut d'autre explication, comme un virus, tandis que l’industrie pharmaceutique tente de trouver un remède...

## Univers
Après le diptyque Réalités oblique et Mondes obliques en 2015-2016 et les deux albums de Dilemma en 2016, c'est la troisième incursion de Clarke, dessinateur humoristique (Mélusine), dans le récit et le dessin réaliste, avec cependant une part de surréalisme, l'auteur affirmant de plus en plus un style graphique différent de ses travaux dans l'humour.

## Accueil
L'album a été accueilli plutôt favorablement, avec quelques réserves.
- Pour Nicolas Domenech de planetebd.com, « Même si la narration n'est pas toujours fluide et que la fin est alambiquée, la lecture des Danois secoue les a priori et c'est bien là l'essentiel. Au dessin, Clarke livre une performance graphique efficace et juste »[3].

- Pour J. Milette, de bdgest.com : « Sans totalement sombrer dans une ode au multiculturalisme, le propos s’inscrit dans l’ère du temps. Cette concession à la rectitude politique et aux bien-pensants déçoit, mais sans véritablement gâcher le plaisir de la lecture (…) et il n’y a pas lieu de se perdre en contemplation dans cet album destiné à une consommation rapide. Une variation originale sur la question de l'eugénisme, traitée sous la forme d'un petit conte sans réelle prétention »[4].

- Pour ligneclaire.info : « Clarke a signé un thriller génétique dans lequel l’absence de différence devient coupable (…) Un sacré scénario où les extrêmes redonnent de la voix. On est pris aux tripes. La fin est surprenante, un peu idéalisée mais un album qui s’impose sans difficultés »[5].

## Publication
- Édition originale : 100 planches, soit 104 pages, format 20,2 cm x 26,8 cm, 2018 (DL 01/2018)  (ISBN 978-2-8036-7177-9)[6],[7]